# 一時停止

アメリカで用いられている「STOP」の標識

一時停止（いちじていし）とは、主に道路交通において、車両などが一時的に停止すること。また、交差点やその付近において道路標識等により車両などが一時的に停止すべきことを指定されていること。

## 日本における一時停止

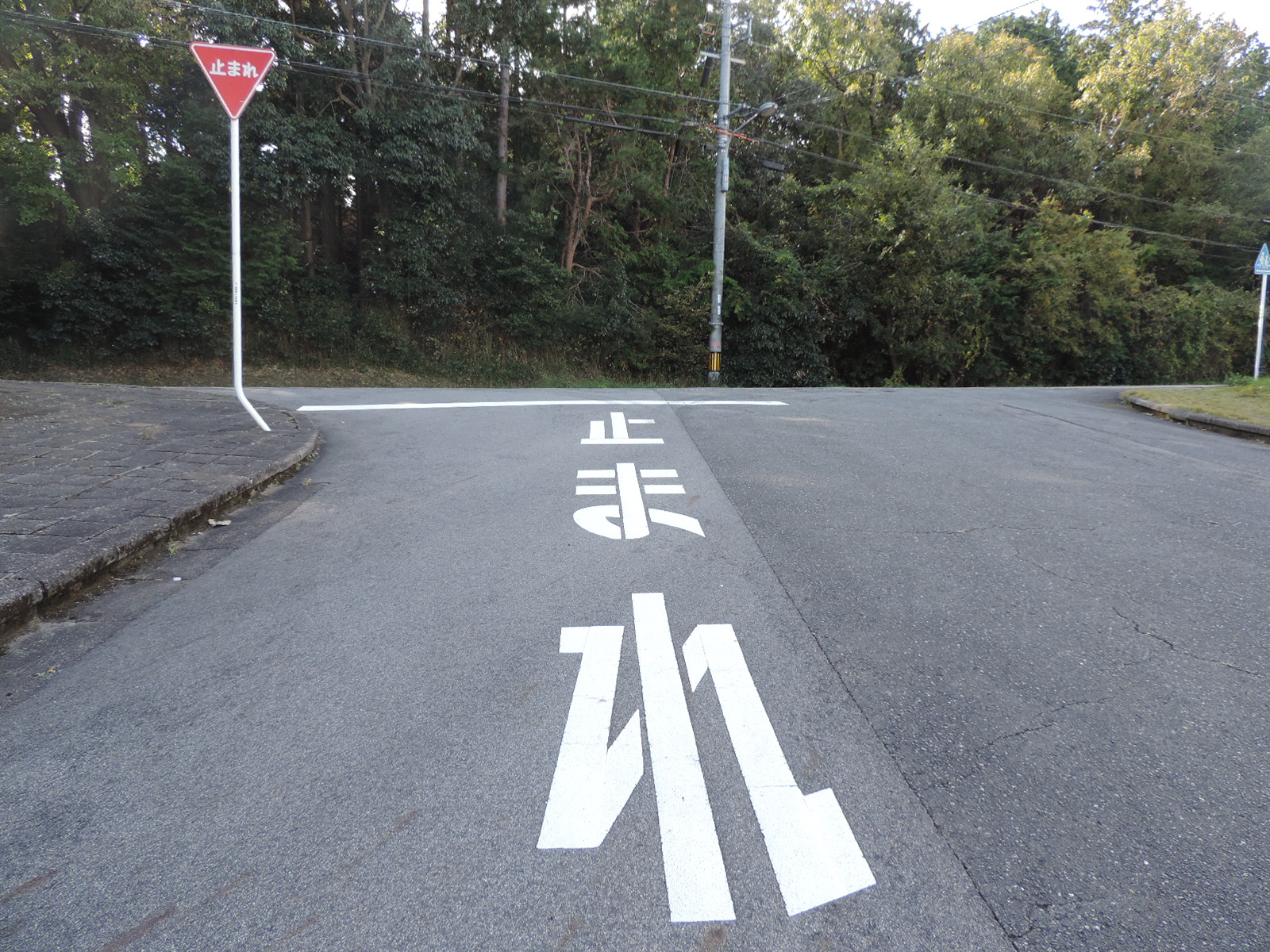
一時停止の日本の道路標識と路面標示

日本の道路標識330（2017 - 当座）

日本の道路交通法には、（標識・標示によらず）一時的に停止すべき場合、および「一時停止」の道路標識等に基づき一時停止する場合が定められている。（参考：日本の道路標識#規制標識）

### 指定場所における一時停止
車両および路面電車は、交通整理が行なわれていない交差点またはその手前の直近において、一時停止の道路標識（330）等により一時停止すべきことが指定されているときは、道路標識等による停止線の直前（停止線がない場合は、交差点の直前）で一時停止しなければならない。この場合において、交差道路を通行する車両などの進行妨害をしてはならない（道路交通法第43条）。
道路の状況、交差点における道路の優先関係、他の車両の通行状況の一切いかんにかかわらず、停止すべき場所で、いったん車両が完全に停止しなければならない。停止すべき場所で完全に停止することなく、最徐行で通過した場合であっても、指定場所一時不停止の違反（反則行為）となる。
また、交差点安全進行義務などとの関係から（道路交通法第36条第4項、同法第42条第1項）、完全に一旦停止した後に、交差点の左右の安全確認を行い、さらにその後、徐行して交差点に進入するものとされている（自動車教習所の指導など）。
また、ただ単に一時停止、安全確認および徐行するだけでなく、交差点や車両の状況一切いかんにかかわらず、交差道路の車両などの進行妨害をしてはならない。そのため、交通事故が起きた場合において一時停止がある側の車両は、一時停止がない側の車両に対して一般的に不利になる（過失割合）。
一時停止の道路標識が交差点の手前の30メートルの単路の場所に設置されていた場合でも、当該交差点における指定場所一時停止の効力を認めた判例がある。

### 一時停止すべき場合
法令の規定もしくは警察官の命令により、または危険を防止するための一時停止。
- 他との衝突その他の危険を予防し、防止し、または危険を回避するため
- 行き違いのための待ち合わせなどのため
- 赤信号点滅や一時停止の道路標識、踏切の直前において
- 道路外との出入りにおいて歩道や路側帯を横断する場合のその直前において
- 横断歩道・自転車横断帯やその手前の直前で駐停車している他の車両の側方を通過してその前方に出ようとする直前において
- 乗降中の路面電車の後方において（ただし安全地帯があるときは徐行して通過可能）
- 発進しようとする乗合自動車や、交差点での右左折または道路外に出るためあらかじめその場所の手前で進路変更しようとしている車両が、進路変更の合図をしている場合に譲るべき場合において
- 交差点の近傍で緊急自動車等に避譲するため
- 交差点などへの進入および停止の禁止に従うため
- 歩道を通行している普通自転車または路側帯を通行している軽車両が歩行者に対して
- 身体障害者など、視聴覚障害者、老人、児童、幼児などが通行・横断中のため

### 一時停止すべき時間
道路交通法では一時停止すべき時間（秒数）に定めはない。車体が完全に静止したことを以て「一時停止」の要件を満たす。警察による指導基準では数秒の停止状態が規定されているが、いわゆる内部基準に過ぎず、（条例で定めのある場合を除き）法令上の根拠はない。
ただし、交差点へ進入するための安全確認には一定秒数が必要となるため、客観的にみて停止時間が極端に短い場合は交差点安全進行義務違反が疑われることになる。

(1950 - 1960)
(1960 - 1963)
(1963 - 2017、現330-B)
（2017 - 当座、330）英語の「STOP」が追加された。
道路状況によっては、一時停止ではなく前方優先道路標識が設置される[2]

## アメリカにおける一時停止

### 交差点
アメリカ合衆国では一時停止の標識は「STOP」で交通ルールでは原則として交差点に先着した順に安全を確認したうえで通行することとされている。
「STOP」の標識とともに全車一時停止が必要な交差点には「ALL WAY STOP」や、「STOP 4-WAY」（十字路の場合）または「STOP 3-WAY」（三叉路の場合）があわせて標示されている。二方向のみ一時停止であれば「STOP 2-WAY」が標示されている（一時停止の標識がない方向からはそのまま通過できる）。

アメリカで用いられている「STOP」の標識

### 交差点以外
アメリカではスクールバスが乗降のために停車した場合、スクールバスの後続車両はその間最低25フィート（約7.62メートル）離れた場所で一時停止する必要があるほか（追い越し禁止）、中央分離帯のない道路では対向車両も一時停止することが義務付けられている。
また、アメリカでは日本とは異なり（大型車を除いて）踏切の直前において一時停止することが禁じられている。